# معرفة ما نزل بالشتاء والصيف من القرآن
معرفة ما نزل بالشتاء والصيف من القرآن كان القرآن ينزل في أكثر الأوقات، بيد أن بعض الآيات والأحاديث تشير إلى حالة الطقس من حر وبرد.
وله فوائد عديدة، ذكرها علماء التفسير في ثنايا أبحاثهم عن المكي والمدني؛ فهو أحد فروعه؛ فتتبعوا القرآن آية آية، وسورة سورة، لترتيبها وفق نزولها، مراعين في ذلك الزمان والمكان والخطاب، لا يكتفون بزمن النزول، ولا بمكانه، بل يجمعون بين الزمان والمكان والخطاب، وهو تحديد دقيق يعطي للباحث المنصف صورة للتحقيق العلمي في علم المكي والمدني، قال أبو القاسم النيسابوري: من أشرف علوم القرآن علم نزوله وجهاته.

## تعريف الشتائي والصيفي من القرآن
والمراد بالصيفي: ما نزل على الرسول ﷺ صيفا، ويدخل فيه الربيع مدة حلول الشمس في البروج الشمالية الستة، وهي: (الحمل، والثور، والجوزاء، والسرطان، والأسد، والسنبلة).
والمراد بالشتائيّ، ويدخل فيه الخَريف مدة حلول الشمس في البرود الجنوبية الستة، وهي: (الميزان، والعقرب، والقوس، والجدي، والدلو، والحوت) فجملة فصول السنة أربعة (الصيف، والربيع، والشتاء، والخريف). وجملة البروج اثنى عشر، وهي التي ذكرناه، ستة شمالية وستة جنوبية.

## الآيات الدالة على وقائع في الشتاء والصيف
فالصيفي كالآيات من سورة التوبة، ومنها عن المنافقين: {لَا تَنْفِرُوا فِي الْحَرِّ } [سورة التوبة، الآية: 81] ومن سورة الأحزاب آيات تشير إلى شدة البرد؛ كقوله: {يَاأَيُّهَا الَّذِينَ آمَنُوا اذْكُرُوا نِعْمَةَ اللَّهِ عَلَيْكُمْ إِذْ جَاءَتْكُمْ جُنُودٌ فَأَرْسَلْنَا عَلَيْهِمْ رِيحًا وَجُنُودًا لَمْ تَرَوْهَا} [سورة الأحزاب، الآية: 9]. 

## فوائد معرفة علم ما أنزل في الشتاء والصيف من القرآن
1. إنّ العلم به يميِّز ما بين الناسخ والمنسوخ من القرآن الكريم؛ إذ تحديد الناسخ من القرآن يقرِّر الحكم الشرعي الدائم، الذي استقرَّت العرضة الأخيرة منه عليه.
2. معرفة تاريخ التشريع القرآني، وتدرُّجه في تقرير مسائله بحكمة فائقة، لا شبيه ولا نظير لها، وينشأ عن هذا إيمان بسموِّ السياسة الإسلامية في تربية الأجيال والشعوب.
3. العلم به يولِّد الثقة بهذا القرآن، ويمنحه توثيقًا جليلًا، يحفظه من التغيير والتحريف، فيصل سالمًا إلى الناس، لا ترتاب نحوه القلوب ولا تضطرب.[4]

## أمثلة الصيفي من القرآن
قال السيوطي: قال الواحدي: أنزل الله في الكلالة آيتين: إحداهما في الشتاء، وهي التي في أول النساء، والأخرى في الصيف، وهي التي في آخرها.
وفي صحيح مسلم، عن عمر: ما راجعت رسول الله ﷺ في شيء ما راجعته في الكلالة، وما أغلَظَ في شيء ما أغلظ لي فيه، حتى طعن بأصبعه في صدري، وقال: يا عمر، ألا تكفيك آية الصيف التي في آخر سورة النساء؟! 
وفي المستدرك عن أبي هريرة: أن رجلًا قال: يا رسول الله، ما الكلالة؟ قال: أما سمعت الآية التي نزلت في الصيف: {يَسْتَفْتُونَكَ قُلِ اللَّهُ يُفْتِيكُمْ فِي الْكَلَالَةِ} [سورة النساء، الآية: 176] 
وما نزل في سفر حجة الوداع، فيعد من الصيفي كأول المائدة، وقوله تعالى: {الْيَوْمَ أَكْمَلْتُ لَكُمْ دِينَكُمْ } [سورة المائدة، الآية: 3] {وَاتَّقُوا يَوْمًا تُرْجَعُونَ} [سورة البقرة، الآية: 281] وآية الدين وسورة النصر.

## أمثلة الشتائي من القرآن
ومن أمثلة الشتائي قوله تعالى: {إِنَّ الَّذِينَ جَاءُوا بِالْإِفْكِ} [سورة النور، الآية: 11]
ففي البخاري من حديثها فو الله ما رام رسول الله ﷺ ولا خرج أحد من أهل البيت حتى أنزل عليه، فأخذه ما كان يأخذه من البرحاء، حتى إنه ليتحدّر منه مثل الجمان من العرق وهو في يوم شات، من ثقل القول الذي ينزل عليه.
والآيات التي في غزوة الخندق من سورة الأحزاب، فقد كانت في البرد، ففي حديث حذيفة: تفرق الناس عن رسول الله ﷺ ليلة الأحزاب إلا اثني عشر رجلًا، فأتاني رسول الله ﷺ فقال: قم فانطلق إلى عسكر الأحزاب، قلت: يا رسول الله، والذي بعثك بالحق ما قمت لك إلا حياء من البرد... الحديث. وفيه فأنزل الله: {يَاأَيُّهَا الَّذِينَ آمَنُوا اذْكُرُوا نِعْمَةَ اللَّهِ عَلَيْكُمْ إِذْ جَاءَتْكُمْ جُنُودٌ } [سورة الأحزاب، الآية: 9] إلى آخرها.

## أهمية المقال
هذا المقال يعدّ من معرفة تاريخ التشريع القرآني، وتدرُّجه في تقرير مسائله بحكمة فائقة، لا شبيه ولا نظير لها، وينشأ عن هذا إيمان بسموِّ السياسة الإسلامية في تربية الأجيال والشعوب، كما أنّ العلم به يولِّد الثقة بهذا القرآن، ويمنحه توثيقًا جليلًا، يحفظه من التغيير والتحريف، فيصل سالمًا إلى الناس، لا ترتاب نحوه القلوب ولا تضطرب.